# Elisabeth Lutyens
 Der er for få eller ingen kildehenvisninger i denne artikel, hvilket er et problem. Du kan hjælpe ved at angive troværdige kilder til de påstande, som fremføres i artiklen.

(Agnes) Elisabeth Lutyens (født 9. juli 1906 i London, død 14. april 1983 smst) var en engelsk komponist. Hun var den første i England som benyttede tolvtone-teknikken i sine kompositioner,[kilde mangler] og har i øvrigt skrevet orkesterværker, solokoncerter, kammermusik, operaer og sange etc.

## Udvalgte værker
- "Tre stykker" (1939) - for orkester
- "Tre Symfoniske Preludier" (1942) - for orkester
- Bratschkoncert (1947) - for bratsch og orkester
- "Musik" (1955) - for orkester
- "Hyldest til Igor Stravinskij" (1956) - for kor og orkester
- "Quincunx"  (1959-1960) - for sopran, baryton og orkester
- "Musik" (1963) - for klaver og orkester
- "Novenaria" (1967) - for orkester